# Veronica canescens
Veronica canescens är en grobladsväxtart som beskrevs av Thomas Kirk.
Veronica canescens ingår i släktet veronikor och familjen grobladsväxter. Inga underarter finns listade i Catalogue of Life.